# R 66과 R 126

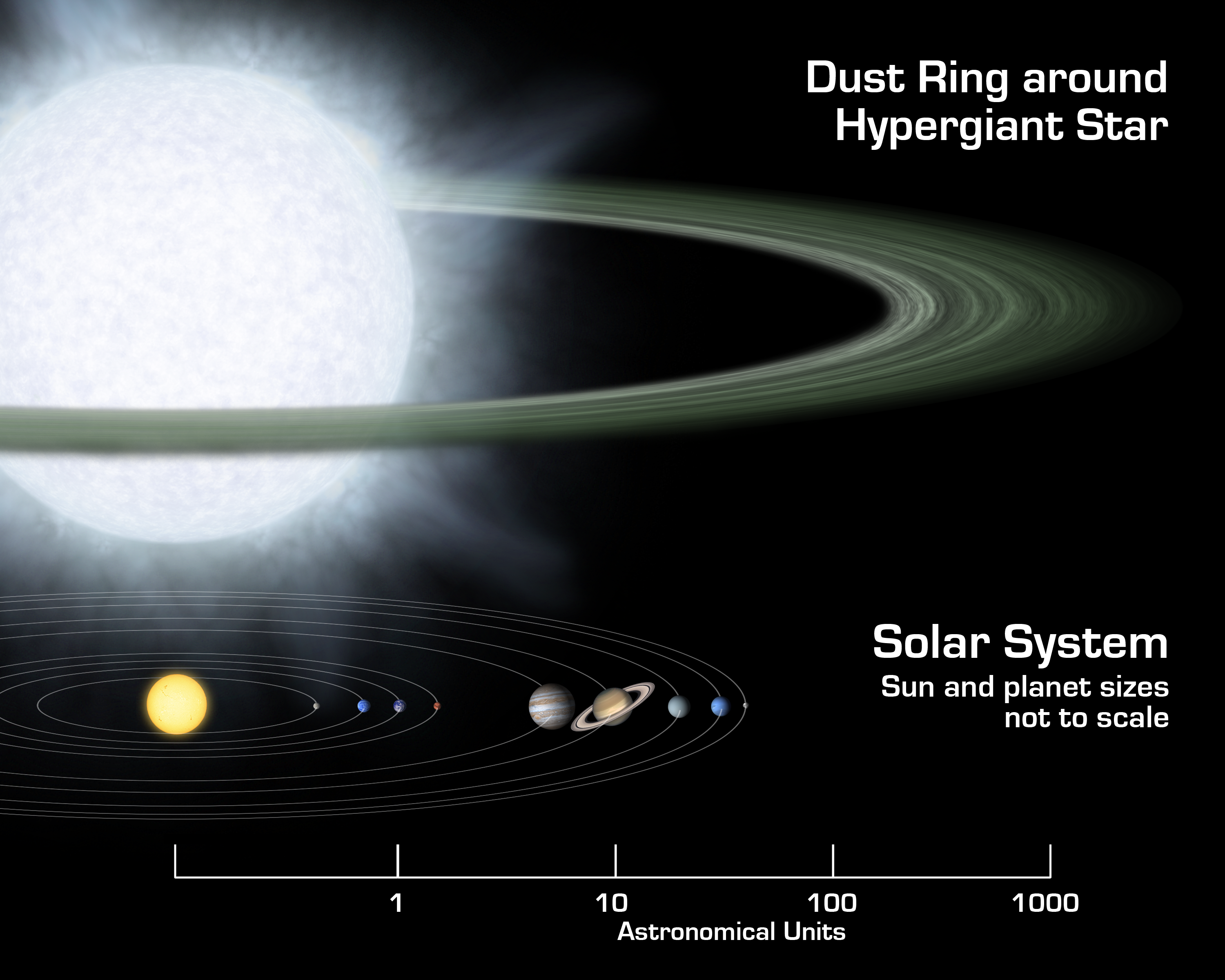
R 66(또는 R 126A)과 태양계를 비교한 크기. 태양과 행성들의 크기는 왜곡되었다.

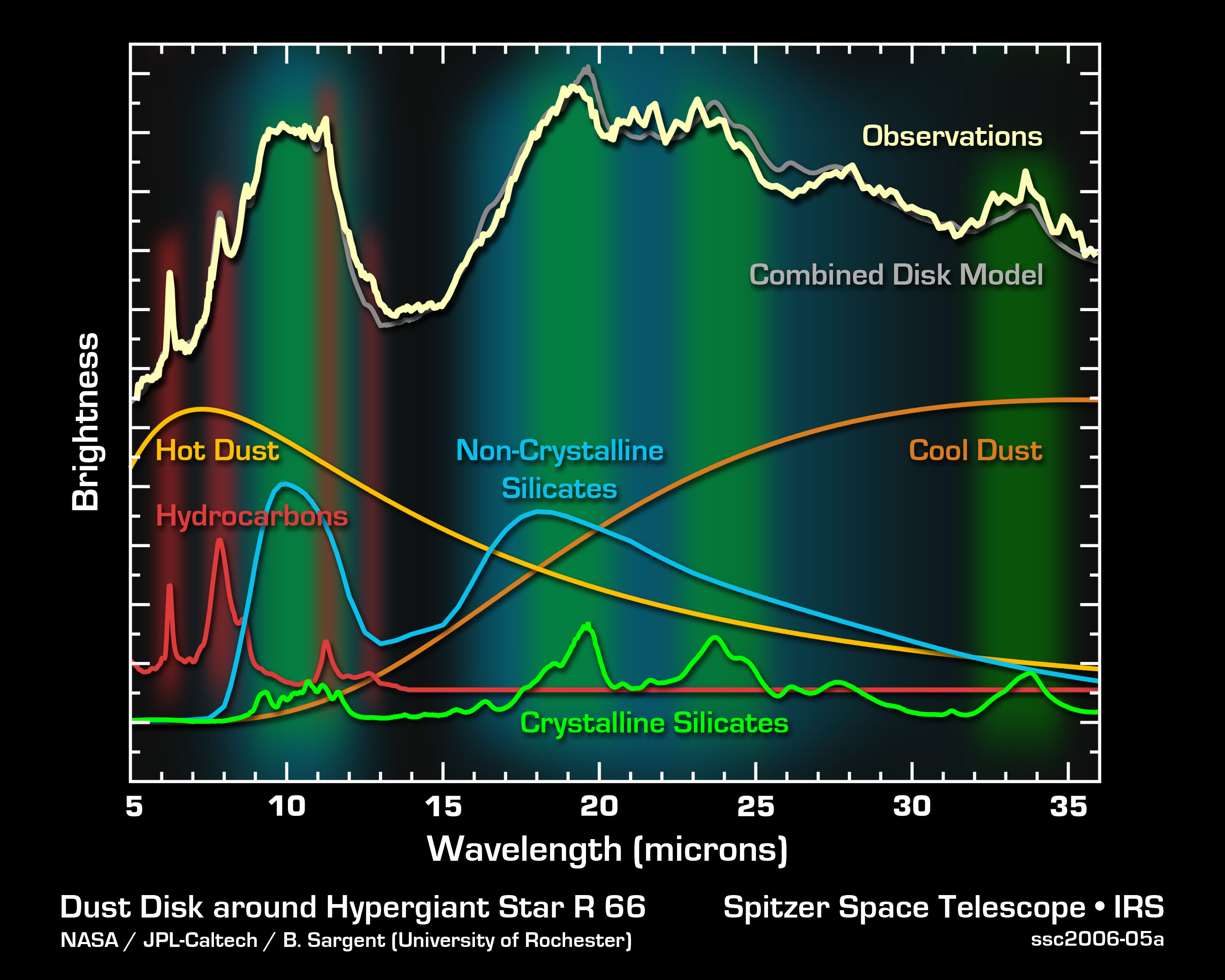
R 66, R 126 항성계의 그래프 자료.

R 66과 R 126은 미국 항공우주국의 스피처 우주 망원경이 대마젤란 성운 내에서 발견한 항성계이다. R66은 HDE 268835로도 표기하며 R 126은 HD 37974로도 표기한다. R 66과 R 126의 질량은 각각 태양의 30배와 70배이며, 둘은 먼지 원반에 둘러싸여 있다. 이 먼지 원반은 행성이 태어나는 요람이 될 것으로 추측된다.

## 특징
두 별은 극대거성이며 분광형은 B로 매우 큰 덩치에 극도로 뜨거우며 밝다. 두 별을 둘러싼 먼지 원반의 존재는 천문학자들을 놀라게 했는데, 그 이유는 극대거성처럼 거대한 별은 매우 강력하며 빠른 속도의 항성풍을 발산하기 때문에 먼지 원반을 성간 공간으로 불어 날려버리고, 따라서 먼지 물질들이 행성으로 뭉칠 수 없게 만들 것으로 추측해 왔기 때문이다.
천문학자들은 이 먼지 원반이 태양 ~ 명왕성 거리의 60배에 이르는(이는 약 2,340 천문단위에 이른다) 거리까지 폭넓게 확장되어 있는 것을 알아냈다. 원반 물질의 질량은 우리 태양계 카이퍼 대 물질의 열 배는 될 것으로 보인다. 캐스트너 연구진은 이들 원반이 행성이 태어나는 과정의 최초 혹은 마지막 과정에 있을 것으로 보았다. 만약 마지막 과정이라면 R 66과 R 126의 원반은 카이퍼 대의 특대판으로 볼 수 있다.
미국 항공우주국 제트추진연구소 및 캘리포니아 기술재단 소속의 천문학자 찰스 베이츠먼은 다음과 같이 말했다.
| “ | 이처럼 질량이 크고 강력한 항성 주위에서 태양계 행성과 같은 천체가 생겨날 것일지 아닐지는 잘 모릅니다. 그러나 만약 생겨날 수 있다면, 이들은 짧은 생명을 누리면서도 흥미로움을 선사하는 존재이겠죠. | ” |

## 같이 보기
- 극대거성
- 카이퍼 대
- 먼지 원반
- 광증발효과